# Фридрих фон Щолберг-Вернигероде
Фридрих фон Щолберг-Вернигероде (на немски: Friedrich zu Stolberg-Wernigerode; * 17 януари 1804, Берлин; † 5 януари 1865, Петерсвалдау/Pieszyce, Долносилезко войводство, Полша) е граф на Щолберг-Вернигероде-Вернигероде.

## ПРоизход
Той е най-големият син (от тринадесет деца) на граф Фердинанд фон Щолберг-Вернигероде-Петерсвалдау (1775 – 1854) и съпругата му графиня Мария Агнес Каролина фон Щолберг-Щолберг (1785 – 1848), дъщеря на граф Фридрих Леополд фон Щолберг-Щолберг (1750 – 1819) и Хенриета Елеонора Агнес фон Витцлебен (1762 – 1788).
Фридрих фон Щолберг-Вернигероде умира на 60 години на 5 януари 1865 г. в Петерсвалдау, Полша.

## Фамилия
Фридрих фон Щолберг-Вернигероде се жени на 16 юни 1835 г. за графиня Шарлота фон Хохберг-Фюрстенщайн (* 2 декември 1806; † 14 март 1882, Дрезден), дъщеря на граф Ханс Хайнрих VI фон Хохберг, фрайхер фон Фюрстенщайн (1768 – 1833) и принцеса Анна Емилия фон Анхалт-Кьотен-Плес (1770 – 1830). Шарлота е сестра на Ханс Хайнрих V фон Хохберг (1741 – 1782) и внучка на граф Ханс Хайнрих V фон Хохберг (1741 – 1782) и графиня Кристина Хенриета Луиза фон Щолберг-Щолберг (1738 – 1776). Те имат три дъщери:
- Анна Агнес Луиза (* 3 февруари 1837, Петерсвалдау; † 27 юли 1898, Алтдорф при Плес)
- Мария Агнес Фридерика (* 18 март 1838, Петерсвалдау; † 4 юни 1903, Гауерниц при Майсен)
- София Шарлота Хелена (* 11 април 1840, Петерсвалдау; † 2 декември 1908, Гауерниц при Майсен), омъжена на 25 ноември 1863 г. в Петерсвалдау за принц Карл Ернст фон Шьонбург-Валденбург (1836 – 1915), син на 2. княз Ото Виктор I фон Шьонбург (1785 – 1859) и принцеса Текла фон Шварцбург-Рудолщат (1795 – 1861)[6]